# Менська література

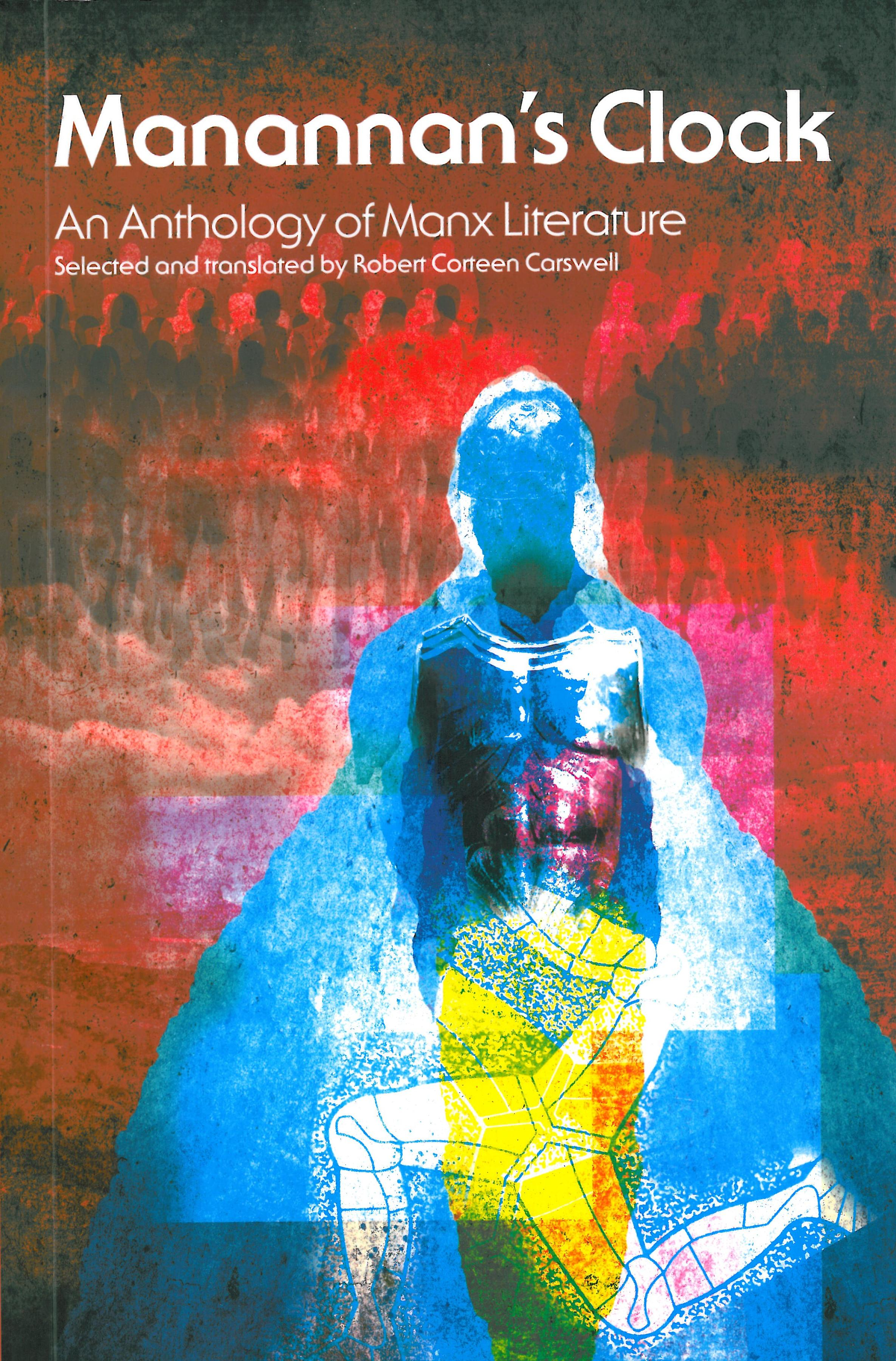
«Плащ Мананнана: антологія менської літератури» під редакцією

Література менською мовою відома з 16 ст. Ранні твори часто були релігійними за темою, включаючи переклади Книги загальних молитов, Біблії та  "Втраченого раю" Мільтона. Едвард Фарагер ( Neddy Beg Hom Ruy ; 1831–1908), який публікував вірші, оповідання та переклади, вважається останнім великим письменником рідної мови. Історик А. В. Мур зібрав у публікаціях традиційні менські пісні та балади наприкінці 19 століття.
Yn Çheshaght Ghailckagh, Менське мовне товариство, було засновано наприкінці 19 століття. Відродження менської мови призвело до публікації нових оригінальних творів і перекладів наприкінці 20-го та початку 21-го століть, серед авторів яких Браян Стоуелл (1936–2019) і Роберт Кортін Карсвелл (народився в 1950 році).

## Релігійна література
Найраніший датований текст менською мовою (зберігся в рукописах 18 століття), поетична історія острова Мен від запровадження християнства, датується не пізніше 16 століттям.
Християнство справило величезний вплив на менську літературу. Релігійна література була поширеною, але світська література збереглася набагато рідше. Новий Заповіт вперше був опублікований у 1767 році. Book of Common Prayer і Біблія були перекладені на менську мову та опубліковані в 1610 році та знову в 1765 році. Перша менська Біблія була надрукована між 1771 і 1775 роками і є джерелом і стандартом для сучасної менської орфографії. Це був колективний переклад, здійснений більшістю менського духовенства під редакцією Філіпа Мура. Подальші видання послідували в 1777 році та переглянуте видання Британським і іноземним біблійним товариством у 1819 році. Традиція carvals, релігійні пісні або колядки, розвинулися, ймовірно, своїм корінням у дореформаційний період. До 18 ст автори carvals зазвичай були священнослужителями, але в 19 столітті до популярних мелодій додавалися нові слова для використання в церквах і каплицях.
Перша друкована робота мовою Менкс, Coyrle Sodjeh , датується 1707 роком: переклад катехизису Молитовника англійською мовою, зроблений єпископом Томасом Вілсоном.
Pargys Caillit — це скорочена менська версія " Втраченого раю" Джона Мільтона, опублікована в 1796 році Томасом Крістіаном, вікарієм Мароуна 1780–1799.

## 19 століття
Едвард Фарагер, (Neddy Beg Hom Ruy , 1831–1908) Крегнеш вважається останнім значущим автором, який є рідною мовою Мен. З 26 років він писав вірші, часто на релігійні теми, деякі з яких були надруковані в Mona's Herald і Cork Eagle . Деякі з його оповідань є спогадами про його рибальське життя та Skeealyn Aesop , переклади вибраних байок Езопа, було опубліковано в 1901 році.
Багато традиційних пісень і балад на менській мові були зібрані антикваром та істориком А. В. Муром і опубліковані в його книгах «Менські колядки» (1891) і «Менські балади та музика» (1896).

## Сучасна література
Yn Çheshaght Ghailckagh (Товариство менських мов) тісно співпрацює з Culture Vannin (колишній Фонд спадщини Менська) у публікації літератури менською мовою.
З відродженням менської мови з'явилася нова література, зокрема Contoyryssyn Ealish ayns Cheer ny Yindyssyn , манський переклад «Аліси в країні чудес» Браяна Стовелла, опублікований у 1990 році. У березні 2006 року був опублікований перший повнометражний манський роман: Dunveryssyn yn Tooder-Folley ( The Vampire Murders ), також Браян Стоуелл.